# 지방소득세
지방소득세는 2010년 신설된 지방세 세목으로, 기존의 소득할 주민세와 종업원할 사업소세를 통합하여 신설했다. 2014년 지방소득세 개편으로 기존의 종업원분 지방소득세는 주민세 종업원분으로 편입되고, 기존의 소득세·법인세에 10%의 단일세율로 부가되던 지방소득세 소득분은 소득별 과세표준과 세율을 달리하는 독립 과세체계로 전환되었다.

## 과세대상
- 개인지방소득: 종합소득(이자.배당.사업.근로.연금.기타소득), 퇴직소득, 양도소득
- 법인지방소득: 각 사업연도소득, 토지등 양도소득, 미환류소득, 청산소득(해산법인의 잔여재산가치 증가액)

## 납세자
지방세법 제86조(납세의무자 등) ①「소득세법」에 따른 소득세 또는 「법인세법」에 따른 법인세의 납세의무가 있는 자는 지방소득세를 납부할 의무가 있다.

## 과세기간 및 사업연도
- 개인지방소득세: 매년 1월 1일부터 12월 31일.
- 법인지방소득세: 법령·정관 등에서 정하는 1회계기간.

## 납세지
지방세법 제89조(납세지 등) ① 지방소득세의 납세지는 다음 각 호와 같다. 
- 개인: 원칙적으로 주소지이며, 각 종류별 특별징수 납세지를 규정.
- 법인: 각 사업장 소재지.

## 신고기한
- 양도소득(예정): 양도일이 속한 달 말이부터 2개월 이내 예정신고납부.
- 개인종합·퇴직소득, 양도소득(확정): 과세기간(1.1~12.31)의 소득을 다음해 5월까지 신고납부.
- 법인소득: 법인 사업연도 종료 후 4개월 이내 신고납부.
- 특별징수: 특별징수 후 다음 달 10일까지 신고납부.